# Ильинский сельсовет (Лотошинский район)
Ильинский сельсовет — упразднённая административно-территориальная единица, существовавшая на территории Тверской губернии и Московской области до 1939 года.
Ильинский сельсовет до 1929 года входил в Микулинскую волость Тверского уезда Тверской губернии. В 1929 году Ильинский с/с был отнесён к Лотошинскому району Московского округа Московской области.
17 июля 1939 года Ильинский с/с был упразднён. При этом селение Калистово было передано во Введенский с/с, а Ильинское и Сельменево — в Афанасовский с/с.